# Alberto Tomba
Alberto Tomba (Castel de Britti, San Lazzaro di Savena, 19 de Dezembro de 1966) e chamado popularmente como "a bomba", é um ex-esquiador profissional de esqui alpino e nacionalidade italiana. Conseguiu um enorme êxito durante o final da década de 1980 e década de 1990 nas provas de slalom e slalom gigante, ganhando 3 medalhas de ouro em distintos Jogos Olímpicos de Inverno. Profissional desde os 17 anos.

## Palmarés

### Jogos Olímpicos de Inverno
- 1988, Calgary: ouro no slalom gigante e ouro no slalom
- 1992, Albertville: ouro no slalom gigante e prata no slalom
- 1994, Lillehammer: prata no slalom

### Campeonato do mundo de esqui alpino
- 1987, Crans Montana: bronze no slalom gigante
- 1996, Sierra Nevada: ouro no slalom gigante e ouro no slalom
- 1997, Sestriere: bronze no slalom

### Copa do mundo de esqui alpino
- 1 Campeonato do mundo geral
- 4 Copas do mundo de Slalom
- 4 Copas do mundo de Slalom Gigante
- 50 vitórias (35 em slalom, 15 em slalom gigante), incluindo 11 consecutivas em 1994/1995
- 28 segundos lugares
- 11 terceiros lugares

#### Vitórias da copa do mundo
| Data                 | Lugar                  | Modalidade     |
| -------------------- | ---------------------- | -------------- |
| 27 de Novembro, 1987 | Sestriere              | Slalom         |
| 29 de Novembro, 1987 | Sestriere              | Slalom Gigante |
| 13 de Dezembro, 1987 | Alta Badia             | Slalom Gigante |
| 16 de Dezembro, 1987 | Madonna di Campiglio   | Slalom         |
| 20 de Dezembro, 1987 | Kranjska Gora          | Slalom         |
| 17 de Janeiro, 1988  | Bad Kleinkirchheim     | Slalom         |
| 19 de Janeiro, 1988  | Saas Fee               | Slalom Gigante |
| 19 de Março, 1988    | Åre                    | Slalom         |
| 22 de Março, 1988    | Oppdal                 | Slalom         |
| 11 de Dezembro, 1988 | Madonna di Campiglio   | Slalom         |
| 29 de Dezembro, 1989 | Waterville Valley      | Slalom         |
| 8 de Março, 1990     | Geilo                  | Slalom         |
| 12 de Março, 1990    | Sälen                  | Slalom         |
| 11 de Dezembro, 1990 | Sestrière              | Slalom         |
| 16 de Dezembro, 1990 | Alta Badia             | Slalom Gigante |
| 21 de Dezembro, 1990 | Kranjska Gora          | Slalom Gigante |
| 1 de Março, 1991     | Lillehammer            | Slalom Gigante |
| 9 de Março, 1991     | Aspen                  | Slalom Gigante |
| 21 de Março, 1991    | Waterville Valley      | Slalom Gigante |
| 23 de Dezembro, 1991 | Park City              | Slalom Gigante |
| 24 de Dezembro, 1991 | Park City              | Slalom         |
| 10 de Dezembro, 1991 | Sestriere              | Slalom         |
| 15 de Dezembro, 1991 | Alta Badia             | Slalom Gigante |
| 5 de Janeiro, 1992   | Kranjska Gora          | Slalom         |
| 19 de Janeiro, 1992  | Kitzbühel              | Slalom         |
| 26 de Janeiro, 1992  | Wengen                 | Slalom         |
| 20 de Março, 1992    | Crans-Montana          | Slalom Gigante |
| 22 de Março, 1992    | Crans-Montana          | Slalom         |
| 9 de Janeiro, 1993   | Garmisch-Partenkirchen | Slalom         |
| 5 de Dezembro, 1993  | Stoneham               | Slalom         |
| 14 de Dezembro, 1993 | Sestriere              | Slalom         |
| 30 de Janeiro, 1994  | Chamonix               | Slalom         |
| 6 de Fevereiro, 1994 | Garmisch-Partenkirchen | Slalom         |
| 4 de Dezembro, 1994  | Tignes                 | Slalom         |
| 12 de Dezembro, 1994 | Sestriere              | Slalom         |
| 20 de Dezembro, 1994 | Lech am Arlberg        | Slalom         |
| 21 de Dezembro, 1994 | Lech am Arlberg        | Slalom         |
| 22 de Dezembro, 1994 | Alta Badia             | Slalom Gigante |
| 6 de Janeiro, 1995   | Kranjska Gora          | Slalom Gigante |
| 8 de Janeiro, 1995   | Garmisch-Partenkirchen | Slalom         |
| 15 de Janeiro, 1995  | Kitzbühel              | Slalom         |
| 22 de Janeiro, 1995  | Wengen                 | Slalom         |
| 4 de Fevereiro, 1995 | Adelboden              | Slalom Gigante |
| 18 de Março, 1995    | Bormio                 | Slalom Gigante |
| 19 de Dezembro, 1995 | Madonna di Campiglio   | Slalom         |
| 22 de Dezembro, 1995 | Kranjska Gora          | Slalom         |
| 7 de Janeiro, 1996   | Flachau                | Slalom         |
| 30 de Janeiro, 1997  | Schladming             | Slalom         |
| 8 de Janeiro, 1998   | Schladming             | Slalom         |
| 15 de Março, 1998    | Crans Montana          | Slalom         |